# 丹吉尔-得土安-胡塞马大区
丹吉尔-得土安-胡塞马大区（阿拉伯语：طنجة - تطوان - الحسيمة）是摩洛哥的十二个大区之一。面积17,262平方公里，2014年摩洛哥人口普查中该区数据为3,556,729人。其首府位于丹吉尔。

## 地理
丹吉尔-得土安-胡塞马大区是摩洛哥十二个大区里位置最北者。北临直布罗陀海峡和地中海，并与西班牙的休达接壤。其西南接壤拉巴特-萨累-盖尼特拉大区，东南接非斯-梅克内斯大区，东接东部大区。里夫山脉地处该区东部，乃胡塞马国家公园和塔拉瑟姆塔讷国家公园所在地。该区在大西洋沿岸附近的土地较平坦，肥沃的西南角由卢克科斯河所携带的泥沙淤积而成。

## 历史
丹吉尔-得土安-胡塞马大区于2015年9月设立，由原先塔扎-胡塞马-陶纳特大区的胡塞马省并入丹吉尔-得土安大区而成。

## 政府
2015年9月14日，真实性与现代化党党员伊尔亚斯·艾尔·奥马利（Ilyas El Omari）当选为大区区议会首任区长。

### 行政区划
丹吉尔-得土安-胡塞马大区包括六个省和两个专区：
- 胡塞马省
- 舍夫沙万省（英语：Chefchaouen Province）
- 法希安杰拉省（英语：Fahs-Anjra Province）
- 拉腊什省
- 沃赞省
- 得土安省
- 丹吉爾-阿西拉省
- 迈迪格-费尼迪克专区（英语：M'diq-Fnideq Prefecture）

## 经济
丹吉尔-得土安-胡塞马大区以农业为主，主要农作物有谷物、豆类、油橄榄和甘蔗。畜牧业和渔业也是该区重要收入来源。为更好促进工业增长及吸引外商投资，丹吉尔-麦德货运港周边已建成多个自由贸易园区。此外，该区还严重依赖旅游业。

## 基础设施
A5高速公路连接着丹吉尔与首都拉巴特。该区境内还有两条较短高速公路：A4绕过了丹吉尔，将A1高速与丹吉尔-麦德港相连，A6连接得土安、迈迪格和费尼迪克。2号国道通过一条内陆路线连接着丹吉尔、得土安及胡塞马，16号国道为连接上述三城的沿海公路。13号国道在舍夫沙万附近与2号国道分岔，并经由沃赞向南至梅克内斯及其以外区域。
丹吉尔的伊本·巴托塔机场是大区最繁忙的机场，胡塞马的谢里夫·伊德里斯西机场机场和得土安的萨尼亚·拉梅尔机场也有商业航班。
卡萨布兰卡—丹吉尔高速铁路一期工程目前正在丹吉尔与盖尼特拉之间建造，预计将于2018年初竣工。